# شيفروتين الماء
شيفروتين الماء  أو شَفرتِن الماء (الاسم العلمي: Hyemoschus aquaticus)، اسمه مأخوذ عن الفرنسية القديمة chevrot، حيوان مجتر صغير مزدوج الأصابع وبلا قرون موجود في أفريقيا الاستوائية. وهو أكبر أنواع الطورغوليات العشرة. يشبه الأيل لكن بالكاد يكون حجمه أكبر من كلب صغير.